# Margaret Wise Brown
Margaret Wise Brown (23 de maig de 1910 - 13 de novembre de 1952) fou una escriptora estatunidenca de literatura infantil. Entre d'altres, va escriure Goodnight Moon i The Runaway Bunny, tots dos il·lustrats per Clement Hurd.

## Biografia
Brown nasqué a Brooklyn, Nova York, la segona dels tres fills de Maude Margaret (Johnson) i Robert Bruce Brown. Els seus pares van tenir un matrimoni infeliç. Es va criar en el veïnat Greenpoint de Brooklyn i assistí a l'internat Chateau Brilliantmont a Lausana, Suïssa el 1923, mentre sos pares vivien a l'Índia i Canterbury, Connecticut. El 1925, assistí a l'Escola Kew-Forest. Estudià a l'Escola Dana Hall de Wellesley, Massachusetts, el 1926, i hi destacà en atletisme. Després de graduar-se el 1928, Brown ingressà en Hollins College de Roanoke, Virgínia.
Després de graduar-se amb una llicenciatura en anglés de Hollins el 1932, Brown treballà com a mestra i també va estudiar art. Mentre treballava a l'Escola Experimental de Bank Street a Nova York, començà a escriure llibres infantils. Bank Street promovia un nou enfocament en l'educació i en la literatura infantil, emfasitzant el món real. Aquesta filosofia influí en el treball de Brown; també li va servir d'inspiració la poeta Gertrude Stein.
El primer llibre publicat per Brown fou When the Wind Blew, del 1937. Impressionat per l'estil "ara i ací" de Brown, W. R. Scott la contractà com a editora el 1938. Amb Scott, publicà la sèrie Noisy Book, entre d'altres. Un dels primers projectes de Brown fou contractar autors contemporanis perquè escriguessen llibres infantils per a l'empresa. Ernest Hemingway i John Steinbeck no hi van respondre, però Gertrude Stein acceptà l'oferta. El llibre de Stein The World is Round l'il·lustrà Clement Hurd, que abans s'havia associat amb Brown en Bumble Bugs and Elephants de W. R. Scott, considerat "potser el primer llibre de cartó modern per a nadons". Brown i Hurd s'uniren després en els clàssics de llibres infantils The Runaway Bunny i Goodnight Moon, publicats per Harper. A més de publicar uns llibres de Brown, sota la seua direcció W. R. Scott publicà el primer llibre d'Edith Thacher Hurd, Rush Hurry, i el clàssic Caps for Sale d'Esphyr Slobodkina.
De 1944 a 1946, Doubleday publicà tres llibres il·lustrats escrits per Brown amb el pseudònim "Golden MacDonald" (cooptat del personal de manteniment de la seua amiga) i il·lustrats per Leonard Weisgard. Weisgard fou subcampió de la medalla Caldecott el 1946, i guanyà la medalla de 1947 per Little Lost Lamb i The Little Island. Dues més de les seues col·laboracions aparegueren al 1953 i 1956, després de la mort de Brown. El petit pescador, il·lustrat per Dahlov Ipcar, es publicà el 1945. The Little Fur Family, il·lustrada per Garth Williams, al 1946. A principis dels 1950, escrigué alguns llibres per a la sèrie Little Golden Books, inclosos The Color Kittens, Mister Dog i Scuppers The Sailor Dog.

## Relacions personals i mort
Mentre fou a Hollins va estar breument compromesa. Isqué, durant un temps, amb un desconegut "home bo i tranquil de Virgínia"; tingué una llarga aventura amb William Gaston, i un romanç d'estiu amb Preston Schoyer. L'estiu del 1940, Brown comença una llarga relació amb Blanche Oelrichs (amb pseudònim de Michael Strange), poeta, dramaturga i actriu, que havia estat casada amb John Barrymore. Van viure juntes en el número 10 de Gracie Square, a Manhattan, a partir del 1943. Oelrichs, que era quasi 20 anys major que Brown, va morir el 1950.
Brown rebé alguns sobrenoms en els seus cercles d'amics. Per als de Dana School i Hollins, era "Tim", perquè tenia el cabell del color de Timothy Hay. Per als amics de Bank Street, era "Brownie". Per a William Gaston, era "Goldie", segons l'ús de Golden MacDonald com a autor de The Little Island.
El 1952, Brown va conéixer James Stillman 'Pebble' Rockefeller Jr. en una festa i es van comprometre. Mentre promocionava els seus llibres, i poc després d'una cirurgia per una ruptura de l'apèndix, va morir d'una embòlia a Niça (França), amb 42 anys.
Un article de 1992 del New Yorker "The Radical Woman Behind Goodnight Moon" presentava un viatge per la cabanya illenca de Brown ("Only House") a Vinalhaven, Maine, que encara conserva elements dels seus llibres il·lustrats. Inclou una entrevista amb Rockefeller, perquè era una de les poques persones vives que coneixia bé a Brown. Tenien planejat casar-se a Panamà i passar la lluna de mel a bord del seu vaixell, el Mandalay, però ella no es recuperà.
El 2022, Rockefeller escrigué les seues memòries amb el títol Wayfarer, sobre la seua llarga vida d'aventures, en les quals recordava a Brown.
En el moment de la seua mort, Brown havia escrit més de cent llibres. Les seues cendres les escamparen a la seua casa natal, "The Only House", a Vinalhaven, Maine.

## Llegat
Brown llegà els drets d'autor de molts llibres, com ara Goodnight Moon i The Runaway Bunny, a Albert Clarke, el fill d'un veí que tenia nou anys quan ella va morir. El 2000, el reporter Joshua Prager explicà en The Wall Street Journal la turbulenta vida de Clarke, que dilapidà els milions que va rebre; i que creia que Brown era la seua mare, afirmació que altres no comparteixen.
Brown deixà més de 70 manuscrits inèdits. Després d'intentar vendre'ls sense èxit, la seua germana Roberta Brown Rauch els guardà en un bagul durant dècades. El 1991, la seua biògrafa Amy Gary, de WaterMark Inc., retrobà els paquets, més de 500 pàgines mecanografiades, i es disposà a editar les històries.
Molts llibres de Brown s'han reeditat amb noves il·lustracions dècades després de la primera publicació. Uns altres s'han imprés amb les il·lustracions originals. Els seus llibres han estat traduït a diferents idiomes. Leonard S. Marcus (Harper Paperbacks, 1999), Jill C. Wheeler (Checkerboard Books, 2006) i Amy Gary (Flatiron Books, 2017) han escrit biografies sobre Brown per a infants. Hi ha una anàlisi freudiana de la seua "sèrie clàssica" de llibres sobre conillets, de Clàudia H. Pearson: Have a Carrot (Look Again Press, 2010).

## En la cultura popular
Una versió fictícia de Brown apareix en la novel·la Goodnight June de Sarah Jio, al 2014: unes cartes entre Brown i el personatge Ruby Crain serveixen per mostrar com l'amistat de Crain amb Brown i la seua llibreria de Seattle, Washington, influí en el conte Goodnight Moon.

## Obres seleccionades

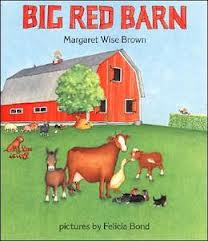
Big Red Barn (reedició), il·lustrat per Felicia Bond

Durant la seua vida, Brown va tenir quatre editorials: Harper & Brothers, WR Scott, Doubleday i Little Golden Books. Els llibres escrits per a Doubleday es publicaren amb el pseudònim de "Golden MacDonald". Tots eren llibres il·lustrats per Leonard Weisgard. Dos n'aparegueren pòstums.

### Publicat pòstumament
- Little Frightened Tiger, illus. Leonard Weisgard (Doubleday, 1953) ‡
- Scuppers The Sailor Dog, illus. Garth Williams (Little Golden Books, 1953)
- Big Xarxa Barn, illus. Rosella Hartman (W. R. Scott, 1956); re-issued by HarperCollins in 1989 illus. Felicia Bond
- The Little Brass Band, illus. Clement Hurd (Harper & Brothers, 1955)
- Three Little Animals, illus. Garth Williams (Harper, 1956)
- Home for a Bunny, illus. Garth Williams (Golden Press, 1956)
- Whistle for the Train, illus. Leonard Weisgard (Doubleday, 1956) ‡
- The Dead Bird, illus. Remy Charlip (Addison-Wesley Publishing, 1958), re-issued in 2016 with illustrations by Christian Robinson
- Under the Sun and the Moon and Other Poems, illus. Tom Leonard (Hyperion, 1993)
- Sleepy ABC, illus. Esphyr Slobodkina (HarperCollins, 1994)
- Another Important Book, illus. Christopher Raschka (Joanna Cotler Books, 1999)
- Bunny's Noisy Book, illus. Lisa McCue (Hyperion, 2000)
- The Fierce Yellow Pumpkin, illus. Richard Egielski (HarperCollins, 2003)
- The Fathers Are Coming Home, illus. Stephen Savage (Margaret K. McElderry Books, 2010)
- Count to 10 with a Mouse, illus. Kirsten Richards (Parragon, 2012)
- Goodnight Little One, illus. Rebecca Elliott (Parragon, 2012)
- Away in My Airplane, illus. Henry Fisher (Parragon, 2013)
- The Diggers, illus. Antoine Corbineau (Parragon, 2013)
- Sleep Tight, Sleepy Bears, illus. Julie Clay (Parragon, 2013)
- One More Rabbit, illus. Emma Levey (Parragon, 2014)
- The Noon Balloon, illus. Lorena Alvarez (Parragon, 2014)
- Goodnight Songs, multiple illustrators (Sterling Children's Books, 2014)
- Goodnight Songs: a Celebration of the Seasons, (Sterling Children's Books, 2014)
- Love Song of the Little Bear, illus. Katy Hudson (Parragon, 2015)
- The Find It Book, illus. Lisa Sheehan (Parragon, 2015)
- Goodnight Little One, illus. Rebecca Elliot (Parragon, 2016)
- Good Day, Good Night, illus. Loren Long (HarperCollins, 2017)
- Be Brave, Little Tiger!, illus. Jeane Claude (Parragon, 2017)
- The Happy Little Rabbit, illus. Emma Levey (Parragon, 2017)